# Famille Le Grelle
La famille Le Grelle est une famille subsistante de la noblesse belge. Elle a donné plusieurs hommes politiques.

## Histoire

### Commerce auxXVIIeetXVIIIesiècles
En 1670 Guillaume Le Grelle (1646-1724), originaire d’Ath (Hainault) l’arrière-petit-fils de Jean, fut reçu comme bourgeois dans la cité d’Anvers. Son fils François, négociant en textile, est l’ancêtre commun des branches nobles.
Les deux fils ainés de François Le Grelle, Guillaume-François et Jean-François ont fait avec succès leurs premiers pas dans le commerce international. À la suite de la fermeture de l'Escaut et donc du port d'Anvers depuis la fin du XVIIe siècle, certains armateurs privés obtiennent par lettres patentes, en 1714, l'autorisation d'armement de navires à destination des Indes. L’empereur Charles VI décide d’octroyer le 19 décembre 1722 l’établissement de la Compagnie Générale Impériale des Indes, dite Compagnie d’Ostende. Deux-tiers des capitaux provenaient d’Anvers et le siège était situé à la Bourse d’Anvers. Par suite de la fermeture de l’Escaut les bateaux partaient du port d’Ostende qui avait accès à la mer.

#### Guillaume-François Le Grelle (1701-1771) et Jean-François Le Grelle (1703-1759)
Ils fondèrent leur propre société commerciale. De 1730 à 1750, ils importaient du textile, de la soie, du sucre, du cacao, du thé et de la porcelaine en provenance d’Angleterre, du Portugal et de Chine et ceci en collaboration avec la Compagnie suédoise des Indes orientales. C’est l’époque où les Le Grelle font aussi partie de l’actionnariat des Compagnies d’Ostende et de Trieste. Dès 1754, les deux frères devinrent des industriels (sucrerie, usine de papier de La Hulpe). En 1751, leur société commerciale avait son siège rue Haute (Hoogstraat) à Anvers dans leur maison « De Grooten Gulden Schilt »,. Jean-François Le Grelle était juge de la chambre de Tonlieu et habitait le château de Morckhoven.

#### Jean-Guillaume Le Grelle (1733-1812)
Jean-Guillaume, le fils ainé de Guillaume-François, avait des sucreries ainsi qu'une imprimerie sur coton, la société Beerenbroeck et Cie, constituée par son beau-père en 1753, située à la Dambruggestraat, qui employait 576 ouvriers en 1770. Cette entreprise avait obtenu l’exclusivité pour les Pays-Bas autrichiens. Il acquit en 1807 le château de Selsaeten à Wommelgem. Par succession le château a été transmis à la famille Agie de Selsaeten.

#### Gérard Le Grelle (1713-1771)
Le dernier petit-fils de François, Gérard, se lança dans le commerce de la soie vers 1740. Après son décès en 1771, sa veuve, Catherine Oliva (1724-1791), continua ce commerce. À la même époque, en 1756, fut également fondée la raffinerie de sucre Huysmans et Cie ou De Belle. Parmi les autres actionnaires de ces sociétés figuraient François J. Moretus et les frères de Knyff.

#### Gérard-François Le Grelle (1747-1800)
Gérard-François, le fils de Gérard, échevin d’Anvers, fut nommé en 1785 député de la Compagnie impériale et royale de Trieste et Fiume.
La famille à cette époque fit l’acquisition de plusieurs châteaux en région anversoise. Parmi ceux-ci, citons outre le château de Selsaeten à Wommelgem, Rameyen, Gestel, Morckhoven, Middelheim, Berchem, Doggenhout, Munsterbilzen, Boterberg, Wuustwezel, ainsi que de nombreux hôtels de maître au Meir ou rue Longue-Hôpital. 

### La banque
Dès le XVIIIe siècle les Le Grelle ont fondé une banque. Ce sont les enfants et petits-enfants de Gérard Le Grelle et Catherine Oliva, qui se sont illustrés dans cette activité durant les périodes tumultueuses de cette fin du siècle.

#### Joseph J. Le Grelle (1764-1822)

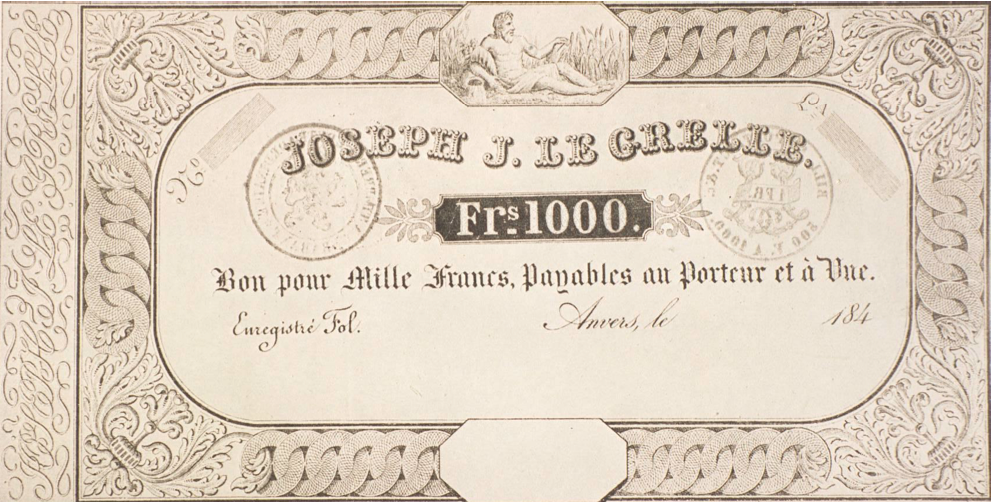
Billet de 1000 francs émis par la banque Joseph J. Le Grelle dans les années 1840.

Le fils cadet de Gérard Le Grelle et Catherine Oliva, fonda la banque Joseph J. Le Grelle,,, en 1792, à l’âge de 27 ans peu de temps après le décès de sa mère et son propre mariage. La banque était ainsi la plus ancienne banque du pays après la banque Nagelmackers, fondée en 1747. Lors de la domination française en 1792 et les années de terreur de la Révolution en 1793, le reliquaire de la bienheureuse Anne de Saint-Barthélemy, la compagne inséparable de Thérèse d'Avila, considérée comme la protectrice d'Anvers, fut caché dans les coffres de la banque puis dans l’armoire à linge de Joseph Le Grelle. Dans une lettre de son fils, le comte Gérard Le Grelle, adressée au père Marcel Bouix s.j.(1806-1889) est relatée l’histoire que Joseph Le Grelle, ayant contracté une grave maladie, fut guéri par Anne de Saint-Barthélémy.
Joseph-J. Le Grelle fut ensuite emprisonné comme otage et emmené à Paris en 1794. Il ne fut libéré qu’après la chute de Robespierre. Jusqu’à quelques années après la fondation de la Banque nationale de Belgique en 1850, la banque Joseph J. Le Grelle était parmi les quelques banques privées à émettre des billets de banque. À son décès, la banque fut reprise par sa veuve Maria Theresia Cambier et par ses fils Gérard (1793-1871), Jean (1796-1872) et Henri Joseph (1798-1872). En 1886, la banque fut transformée en société en nom collectif. La banque Joseph J. Le Grelle fut également (indirectement) un financier important de la Compagnie belge de colonisation au Guatemala, une expédition mal préparée qui se solda par un échec. En 1854, face à l’incapacité de rembourser d’un de ses débiteurs, l’institution bancaire se retrouva propriétaire de 10 640 hectares au Guatemala. Depuis le 7 octobre 1940, la famille avait perdu le fil de ses terres mais a entrepris aujourd’hui des démarches pour les récupérer. La banque Joseph J. Le Grelle a fusionné, par le biais de la Banque d’Anvers en 1962 et de la Société générale de banque avec la banque Fortis.

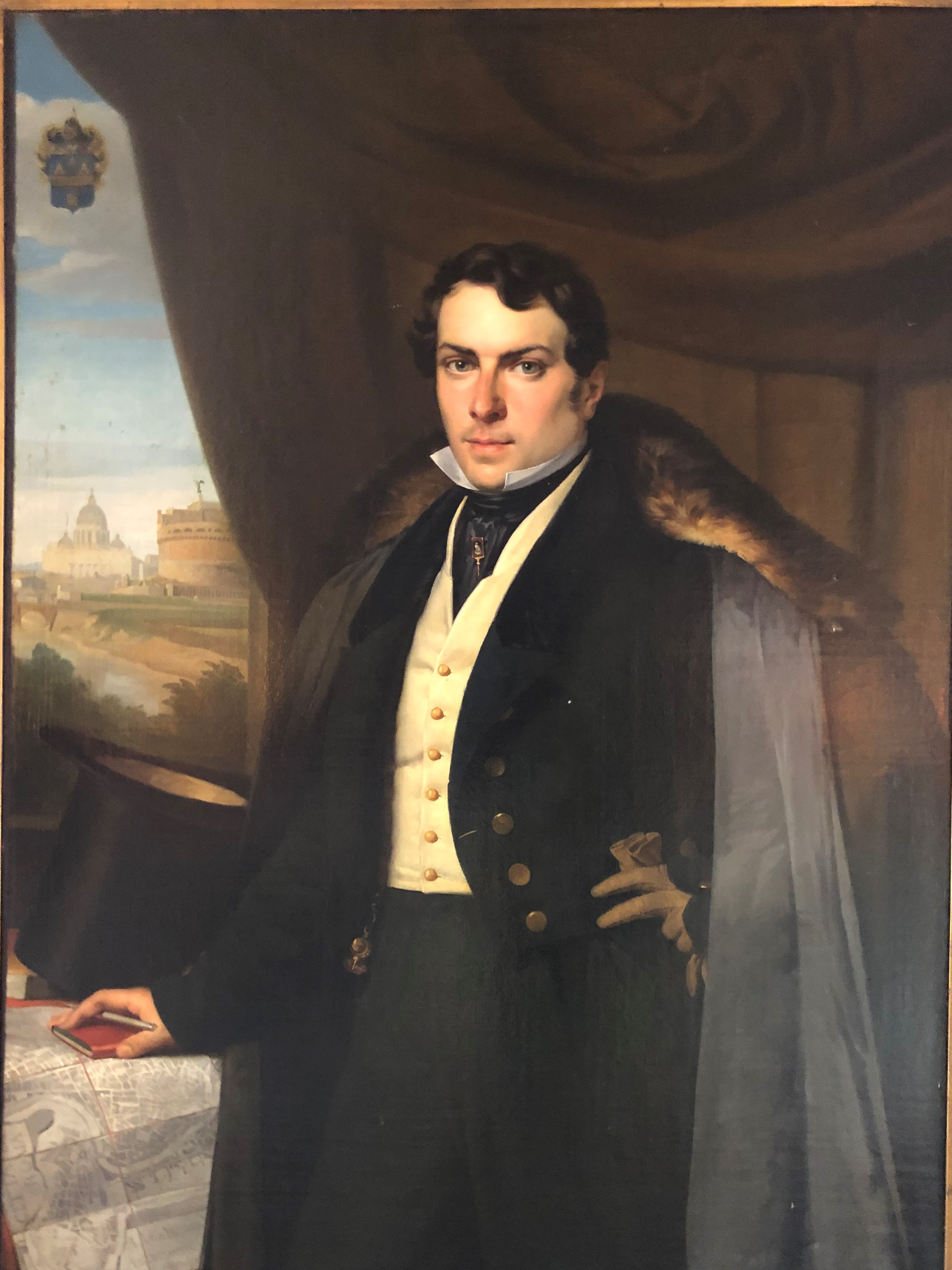
Joseph Guillaume Le Grelle

#### Joseph-Guillaume Le Grelle (1795-1880)
Fils de Joseph J. Le Grelle, il fonda la banque Joseph Guillaume Le Grelle à Bruxelles. Il était commissaire de la Banque de Belgique et fondateur de la Banque foncière. Comme ses quatre frères, il a obtenu reconnaissance de noblesse par réversion de celle accordée à son oncle Henri-jacques, décédé sans postérité. Chevalier de l'ordre de Saint-Grégoire-le-Grand et de l'ordre de Saint-Sylvestre.

#### Henri Le Grelle (1798-1872)
Henri Le Grelle fut le fondateur de la Banque commerciale d’Anvers. Présent comme grand actionnaire à la constitution de nombreuses sociétés anversoises de l’époque. Il était un généalogiste réputé qui a rassemblé de nombreux crayons généalogiques sur des familles de la bourgeoisie anversoise. Ce sont ces documents qui sont à la base des archives de l’association familiale Le Grelle. Henri était marié avec Julie Le Grelle (de la branche aînée). Ce couple a une chapelle dans la cathédrale d’Anvers.

#### Comte Auguste Le Grelle (1817-1891)
Le comte Auguste Le Grelle, banquier à la banque Joseph J. Le Grelle, fût un des cofondateurs avec son fils le comte Émile Le Grelle et son frère le comte Stanislas Le Grelle (1827-1908) de la Caisse hypothécaire anversoise (Anhyp) en 1881. En 1999, Axa royale belge reprend Anhyp pour ses activités bancaires. Membre honoraire du corps académique d'Anvers et trésorier de l'Académie royale des beaux-arts d'Anvers. Existant depuis 1663, cette académie est la quatrième plus ancienne académie artistique en Europe, derrière Rome, Paris et Florence. Il était membre de la commission du musée royal des Beaux-Arts d'Anvers, président de l'œuvre du denier de Saint-Pierre, chevalier de l’ordre de Léopold, commandeur de l’ordre de Saint-Sylvestre et fondateur de la chapelle du Très-Saint-Sacrement, située dans la rue du Ciel à Anvers. Il était entre autres mécène de l’artiste Nicaise de Keyser. Il épouse Mathilde de Burbure de Wesembeek (nl) (1819-1899). Auteur de la ligne aînée actuelle.
De nombreux membres de la famille furent dirigeants ou administrateurs de banques ; le comte Oscar Le Grelle (1861-1930), était administrateur du Crédit anversois, le comte Gaston Le Grelle (1880-1938), fut administrateur-délégué de la banque P. Kok & Co à La Haye (Pays-Bas), le comte Max Le Grelle (1881-1922), administrateur délégué de la banque Max Le Grelle & Co à Delft, Émile administrateur de la Banque de Bruxelles et Stanislas de la Banque d’Anvers.

### Les Le Grelle en politique
La politique a toujours été importante au sein de la famille Le Grelle. Dès la deuxième moitié du XVIIIe siècle, les Le Grelle ont pris leur responsabilité dans la gestion politique de la ville d’Anvers. Il s’agit des enfants issus du mariage de Gérard et Catherine Oliva, dont principalement Henri-Jacques et Gérard-François Le Grelle, qui furent échevins.

#### Henri-Jacques Le Grelle (1753-1826)
Henri-Jacques est échevin d'Anvers et licencié en droit de l'université de Louvain en 1779. En 1790, Henri-Jacques Le Grelle, avait prêté serment de fidélité à la république des États belgiques unis. Il est un des trois auteurs de la Constitution belge (1790) de cette république. Cette constitution de la République forma une base importante pour la Constitution belge adoptée par le Congrès national en 1831. Malgré cette participation à la révolte des États belgiques unis contre l'empereur, il sera néanmoins anobli (écuyer) par lettres patentes de l'empereur François II, en date du 29 janvier 1794. Avec Joseph Jean Le Grelle, il figura parmi les otages des Français au Steen le 7 août 1794 comme gage pour les paiements de contribution de guerre sur les fortunes anversoises. Il a épousé Madeleine van Pruyssen (1749-1831).

#### ComteFerdinand Le Grelle(1823-1895)
Banquier à la Banque Joseph J. Le Grelle, politicien du Parti catholique, il devient en 1885, sénateur de l'arrondissement d'Anvers, succédant à John Cogels (nl), fils du sénateur Frédégand Cogels. Il a rempli ce mandat jusqu'à sa mort. Il fut aussi président du comité décanal du denier de Saint-Pierre. Chevalier dans l’ordre de Léopold, commandeur de l’ordre de Saint-Sylvestre. Il a été deux fois marié, il a eu une fille. Cette branche de la famille s’est éteinte.

#### Comtesse Damien Le Grelle, née  Dominique Cogels(1950)
Membre du Centre démocrate humaniste. Elle a été conseillère communale (1989-2006), échevine (1989-2000) et bourgmestre (1991-1992) de Jurbise et députée wallonne (1995-1999).

### Les Le Grelle dans la presse et l’industrie
Le XIXe siècle vit les activités de la famille se diversifier dans la presse et l’industrie alimentaire. En 1893 le comte Oscar Le Grelle (1861-1930) était cofondateur du fonds qui racheta les actions de la  N.V. De Vlijt éditrice de la Gazet van Antwerpen, jusqu’à en obtenir le contrôle. Le comte Alfred Le Grelle (1872-1948) était président de la N.V De Vlijt. Ce fonds existe encore sous le nom K.I.M. (Katholiek Impuls en Media Fonds) et est toujours un actionnaire des journaux catholiques en Flandre, qui se sont regroupés sous le nom de Mediahuis.
Le comte Gérard Le Grelle (1848-1884) décédé à 36 ans a été parmi les fondateurs de Liebig  avec les familles allemandes Liebig à Anvers. Un siècle plus tard, un Le Grelle actionnaire de Liebig s'alliait en mariage avec une descendante des fondateurs de Maggi.

## Filiation
- Jean Le Grelle (1586-1634) x Peronne Destrebecq
- Gilles Le Grelle (1599) x 1617 Anne de Gry x 1620 Françoise Scohier
- Gilles Le Grelle (1621- 1679) x 1643 Barbe Huet
  - Guillaume Le Grelle (1646-1724) x Claire Pels (1648-1714)
    - François Le Grelle (1671-1729) x Catherine De Schepper (1674-1731)
      - Guillaume-François Le Grelle (1701-1771) x Anne-Marie Mertens (1707-1742)
        - Jean-Guillaume Le Grelle (1733-1812), x Marie-Thérèse Janssens (1748-1811)
          - Guillaume-Jean Le Grelle (1767-1820) x Marie-Thérèse de Bock (1779-1834)
            - Louis Le Grelle (1817-1852) x Caroline d’Hanis (1817-1887)

          - Pierre Le Grelle de Rameyen (1769-1841) x M. Ch. van den Bol (1784-1870)

      - Jean-François Le Grelle (1703-1759) x Marie-Isabelle de Broëta (1710-1770)
      - Gérard Le Grelle (1713-1771) x Catherine Oliva (1724-1791)
        - Gérard François Le Grelle (1747-1800) x Marie-Anne Beeckmans (1758-1788)
        - Henri-Jacques Le Grelle x Mad. van Pruyssen (1749-1831)
        - Joseph-Jean Le Grelle (1764-1822) x Marie-Thérèse Cambier (1765-1851)
          - Comte Gérard Le Grelle (1793-1871) x Anne van Lancker (1792-1872)
          - Joseph-Guillaume Le Grelle (1795-1880) x Math. de Vicq de C. (1817-1889)
          - Jean-Michel Le Grelle (1796-1838)
          - Henri Le Grelle (1798-1872) x M. Th. Julie Le Grelle (1812-1888)
          - Edmond Le Grelle (1805-1876) x Bathilde de Wael (1829-1908)

## Personnalités
- Gérard Le Grelle (1793-1871), homme politique
- Daniel Le Grelle
- Bernard Le Grelle (1948), journaliste
- Sébastien Le Grelle
- Maxime Le Grelle
- Jacques Le Grelle (1904-1990), résistant, membre du Réseau Comète.

## Postérité
- À Anvers : Legrellelei et Gérard Le Grellelaan
- À Gestel : Legrellestraat
- À Etterbeek : rue Charles-Le-Grelle
- À Jette : rue Stanislas-Le-grelle
- À Pulle : Legrellelei
- À Deurne : Tweegezusterslaan (Avenue « Des Deux Sœurs » à la mémoire de Lydia et Alice Le Grelle qui sont mortes tragiquement)

## Alliances
Familles : Bracht, Bréart de Boisanger, de Broëta, de Cannart d’Hamale, de Cock de Rameyen, de la Croix d'Ogimont, van Delft, D'hanis, Donnet, Friling, Gelhé de Beaulieu, De Schepper, Goethals, Hug de Larauze, le Jeune d’Allegeershecque, Jolly, du Lac, Le Gros d’Incourt, Le Pilleur de Brevannes, Massange de Collombs, de Massol de Rebetz, de Melotte de Lavaux, Michel de Pierredon, Pety de Thozée, Pichelin de Villalonga, de Pierpont, etc.

## Galerie

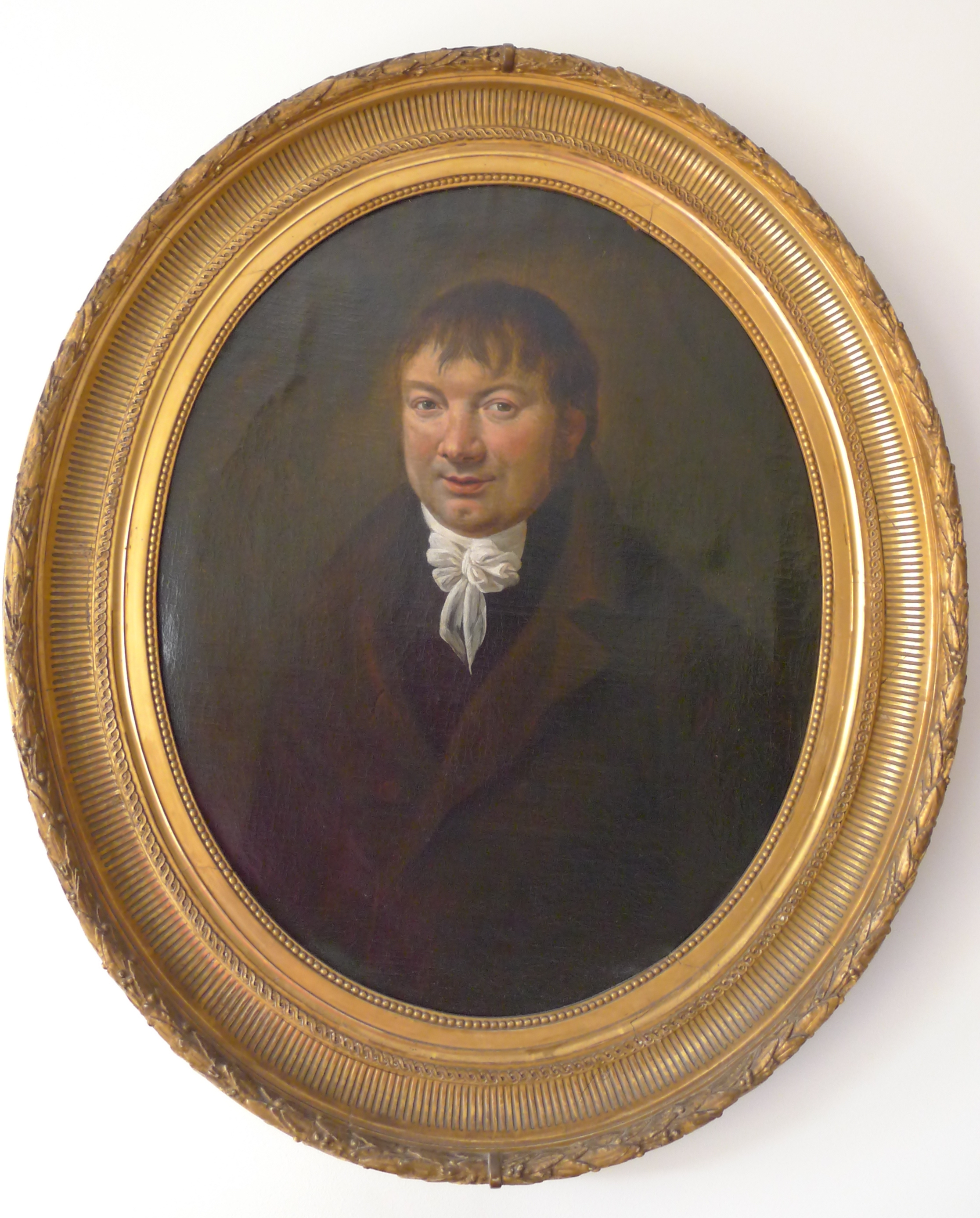
Guillaume Le Grelle (1767-1820).
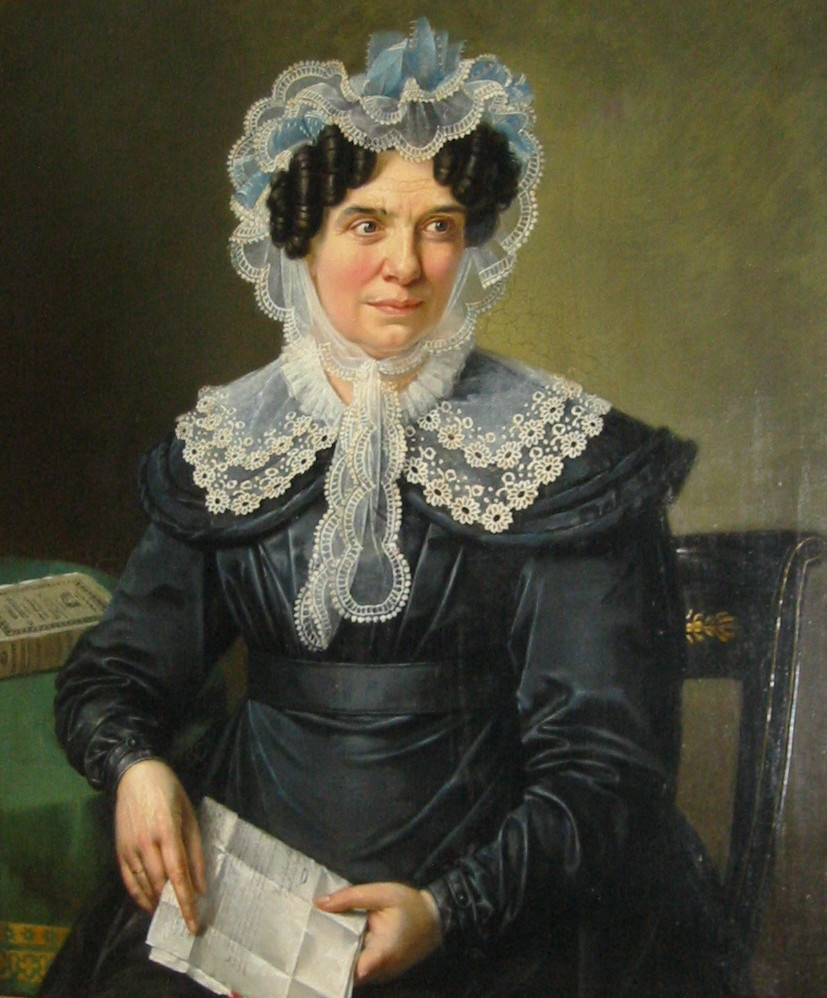
Marie Thérèse Cambier, épouse de Joseph J. Le Grelle, tableau peint par Barthélemy Vieillevoye en 1826.
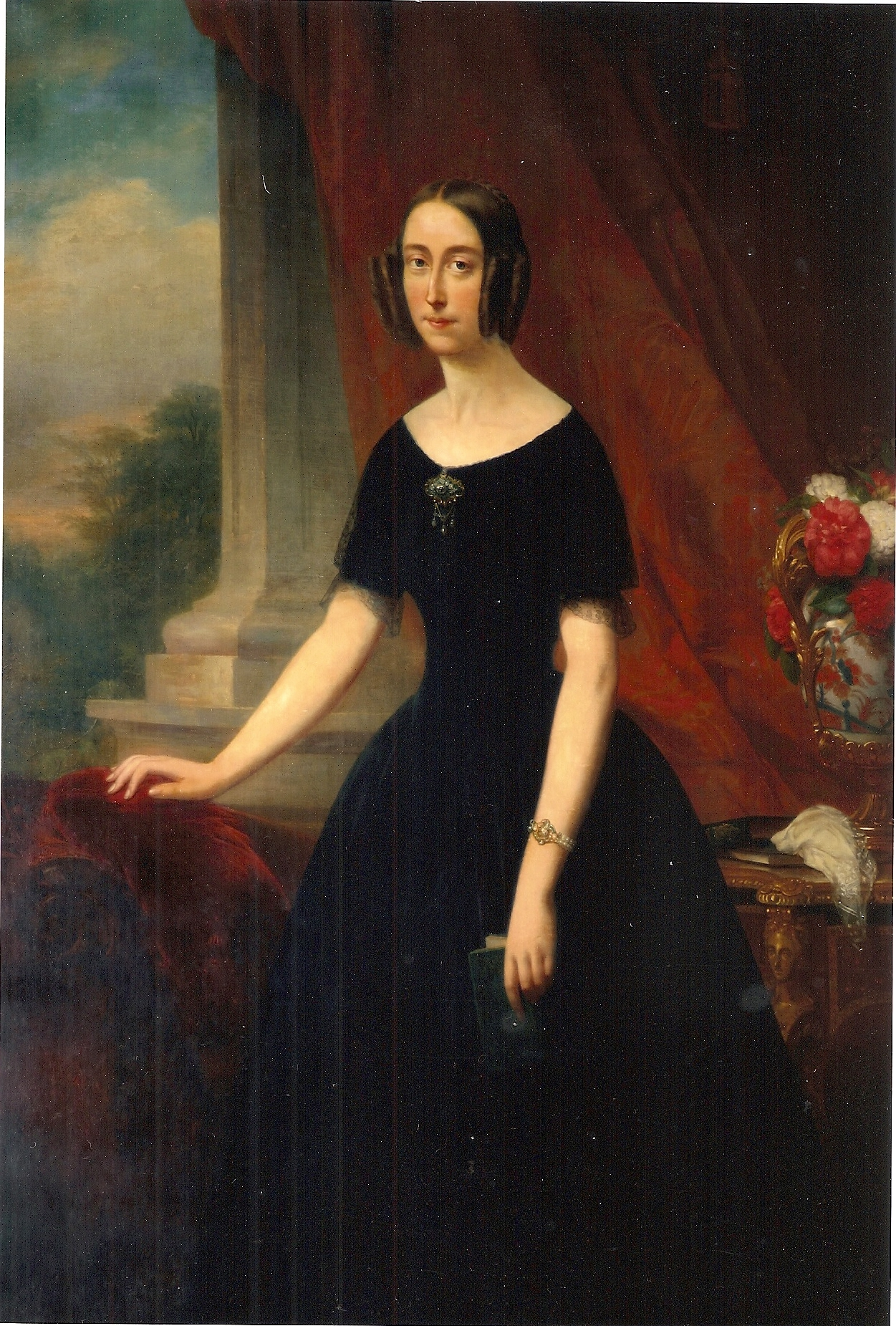
Eulalie Cambier, épouse d’Edmond Le Grelle, tableau peint en 1847 par Nicaise De Keyser.
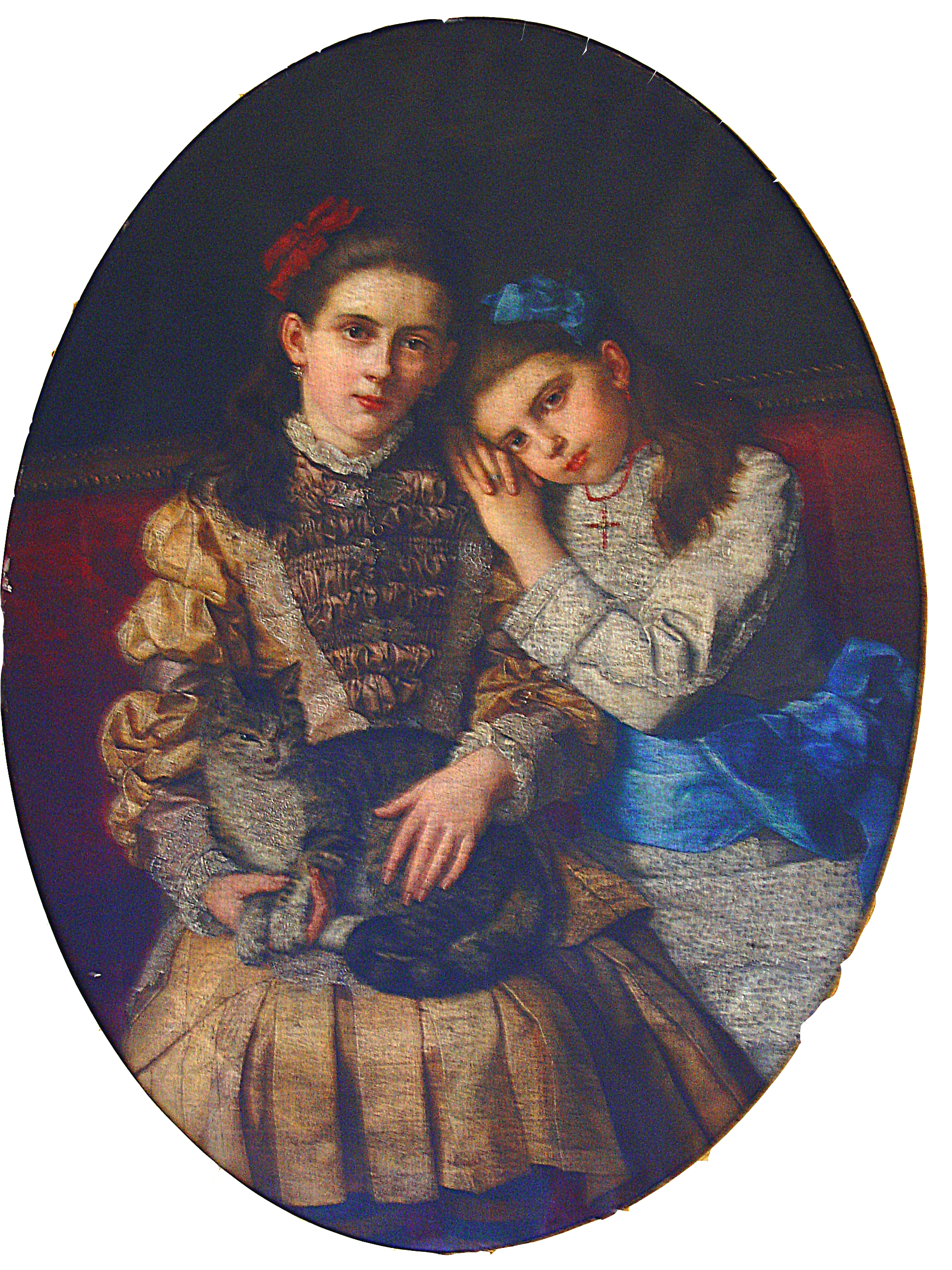
Lydia et Alice Legrelle.

## Châteaux et demeures

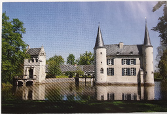
Château de Rameyen.
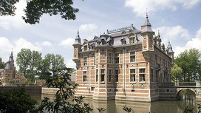
Château de Gestelhof.
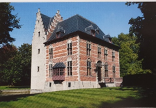
Château de Doggenhout.
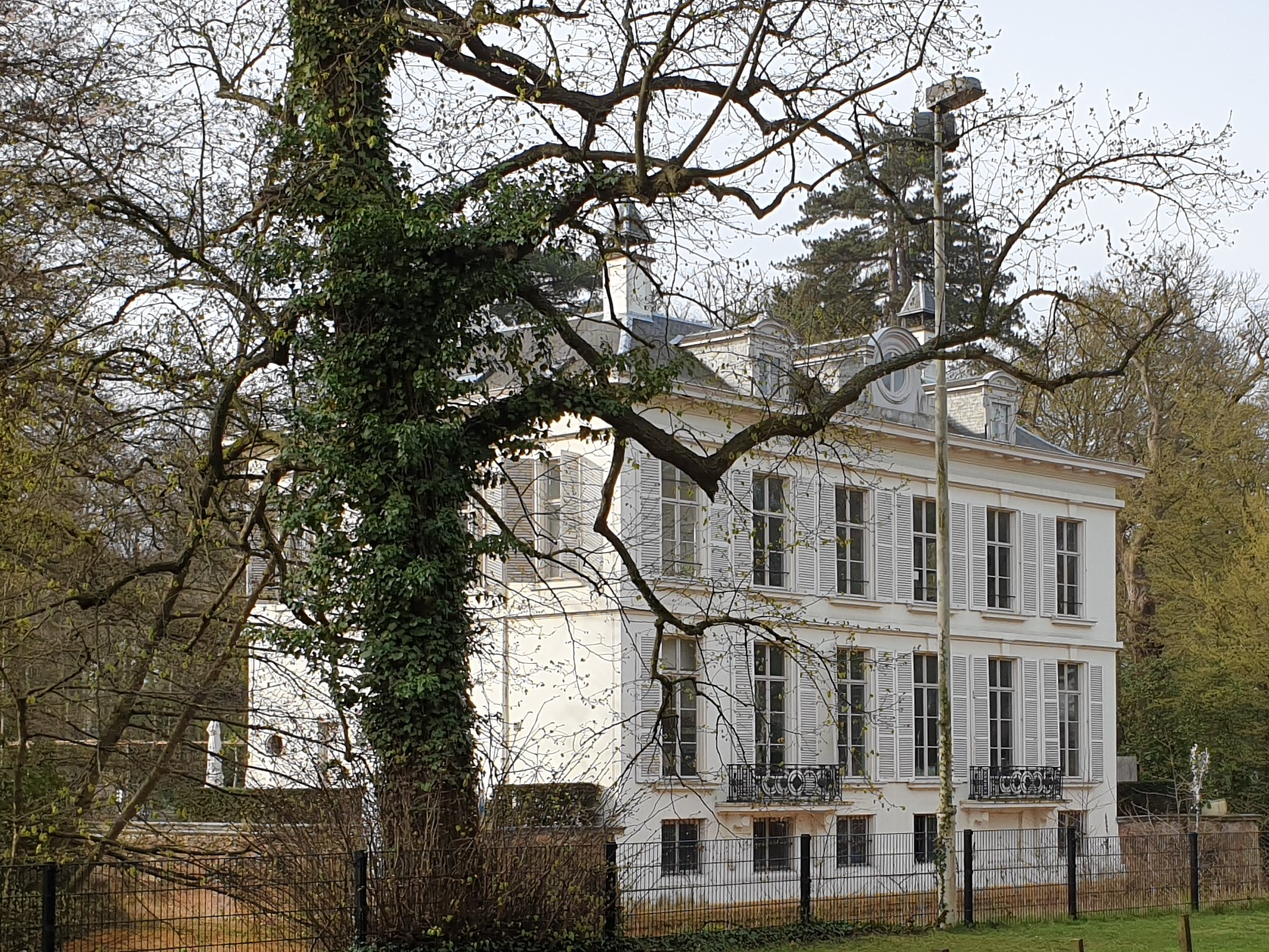
Château du Middelheim.
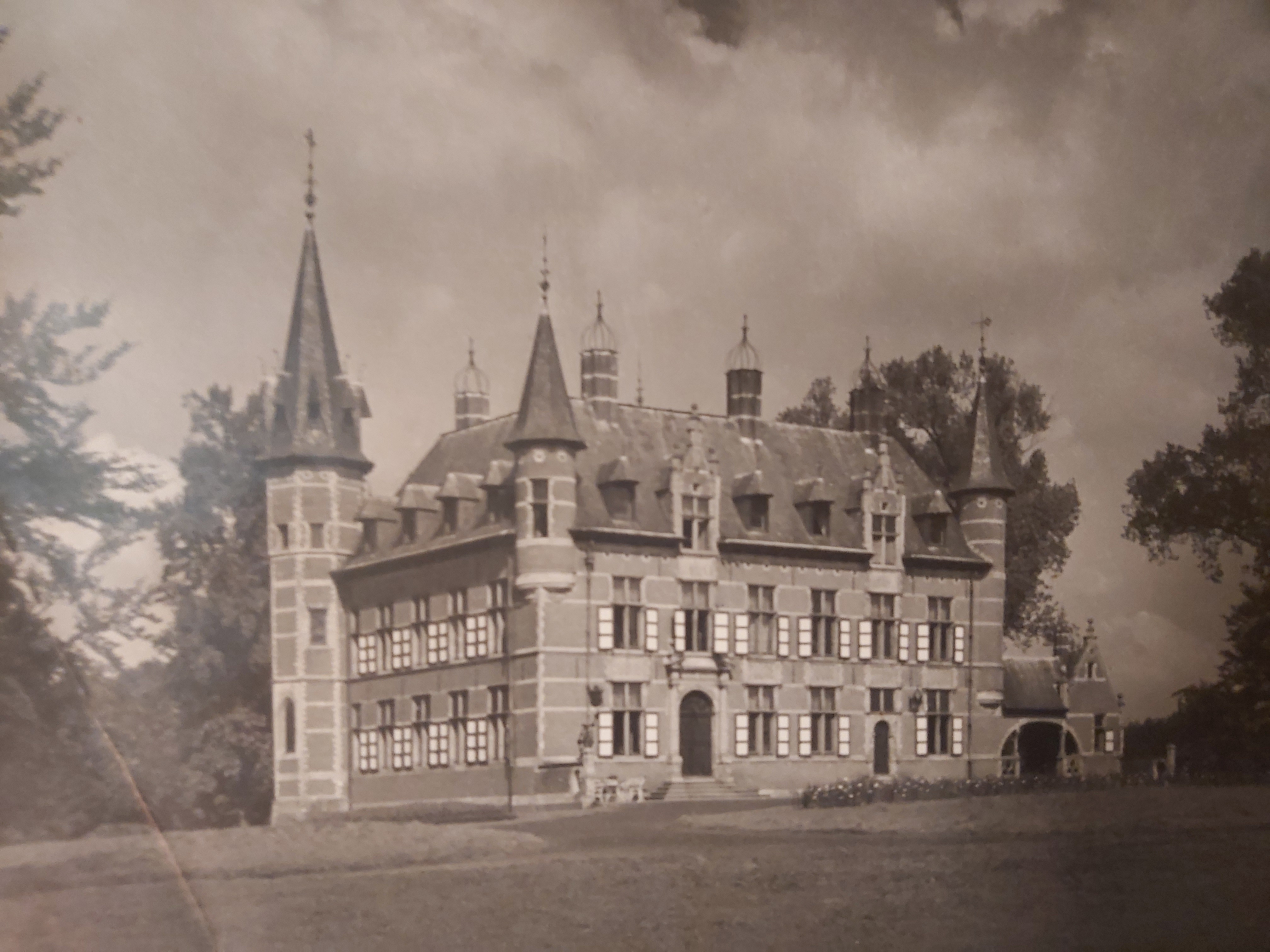
Château de Selsaeten.
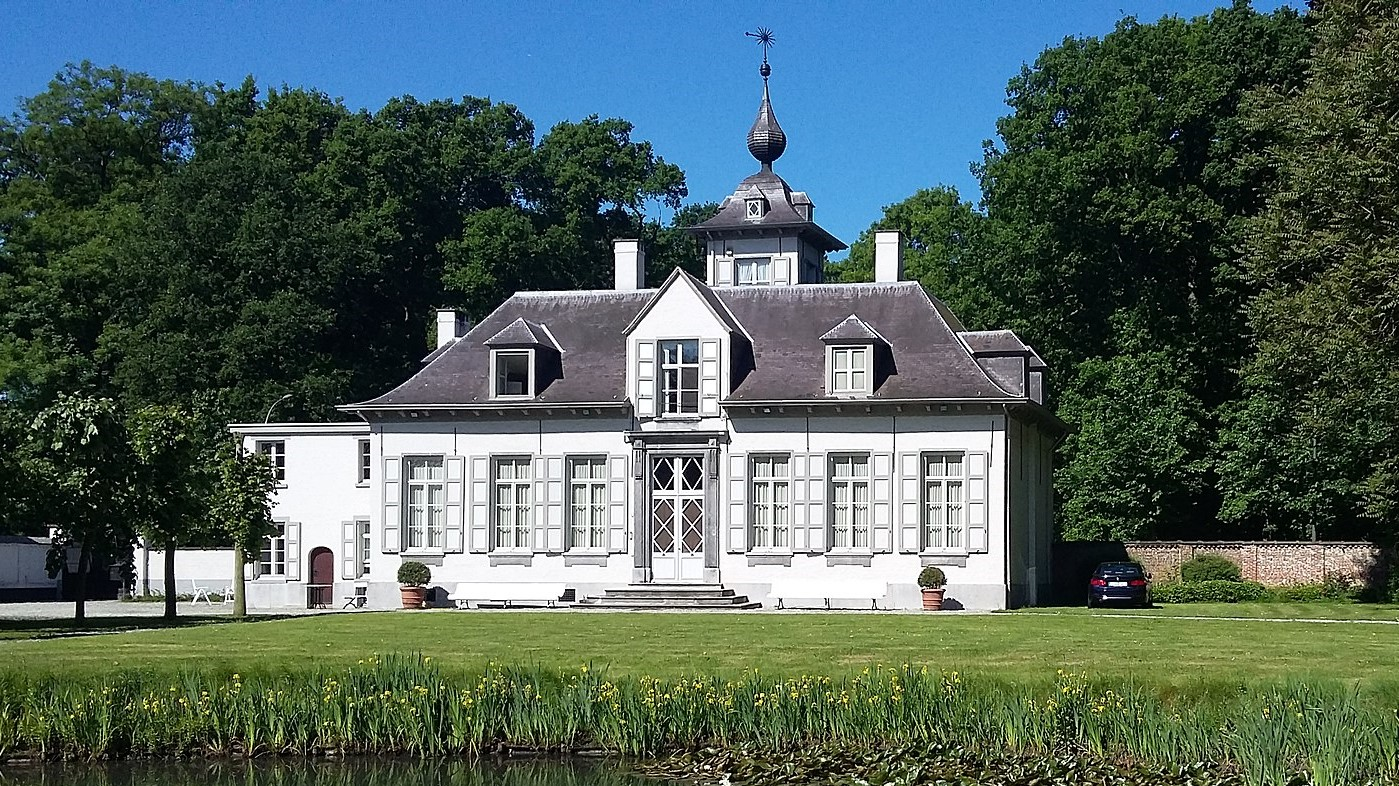
Château Reigerbos à Berendrecht.
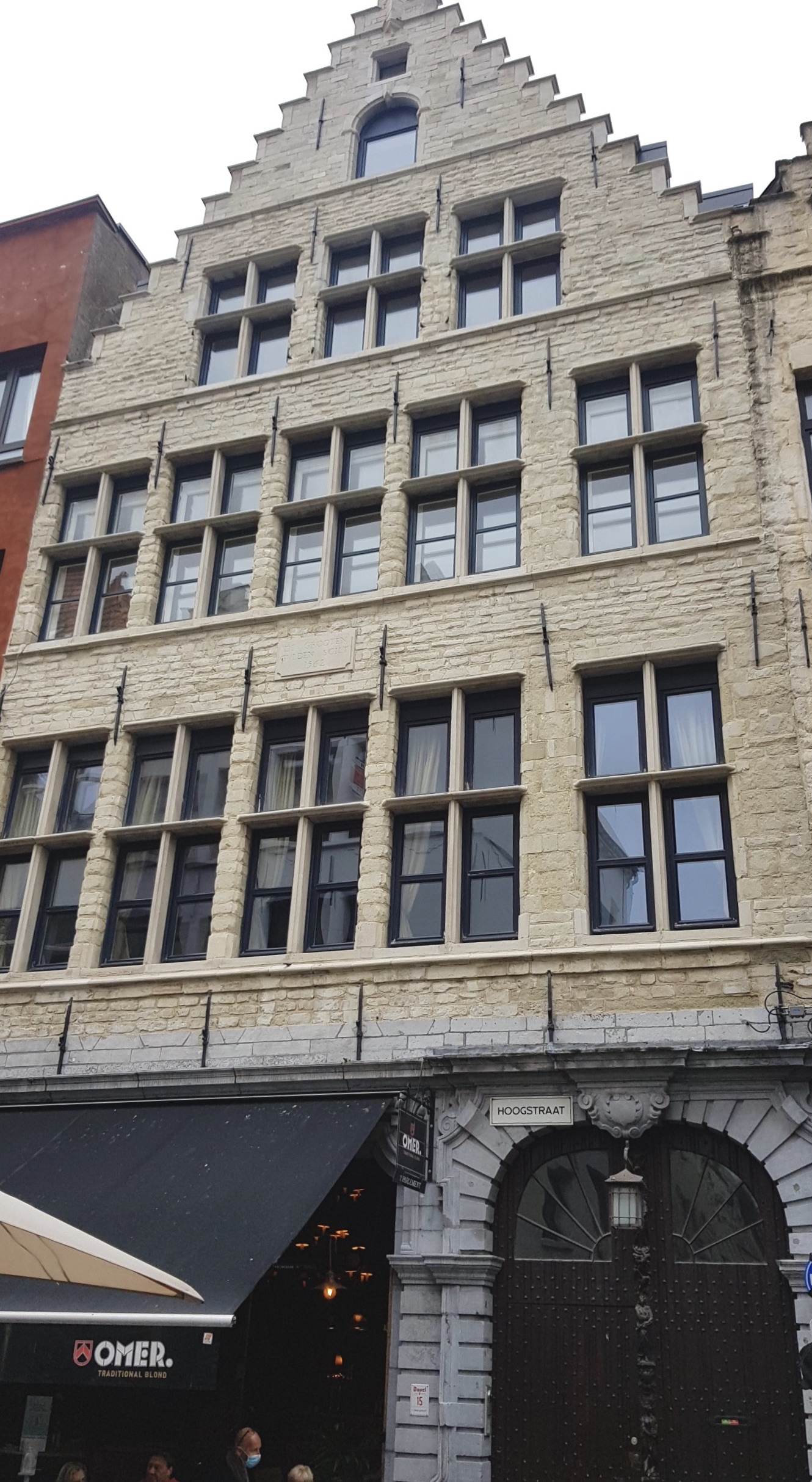
Maison de la Hoogstraat à Anvers.
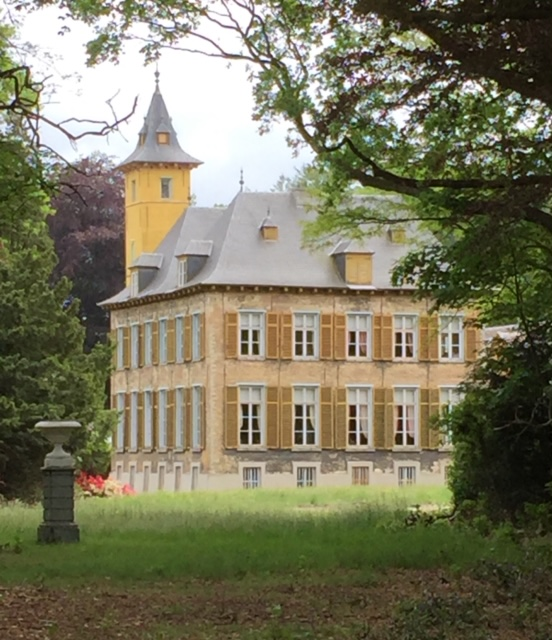
Château de Reet.
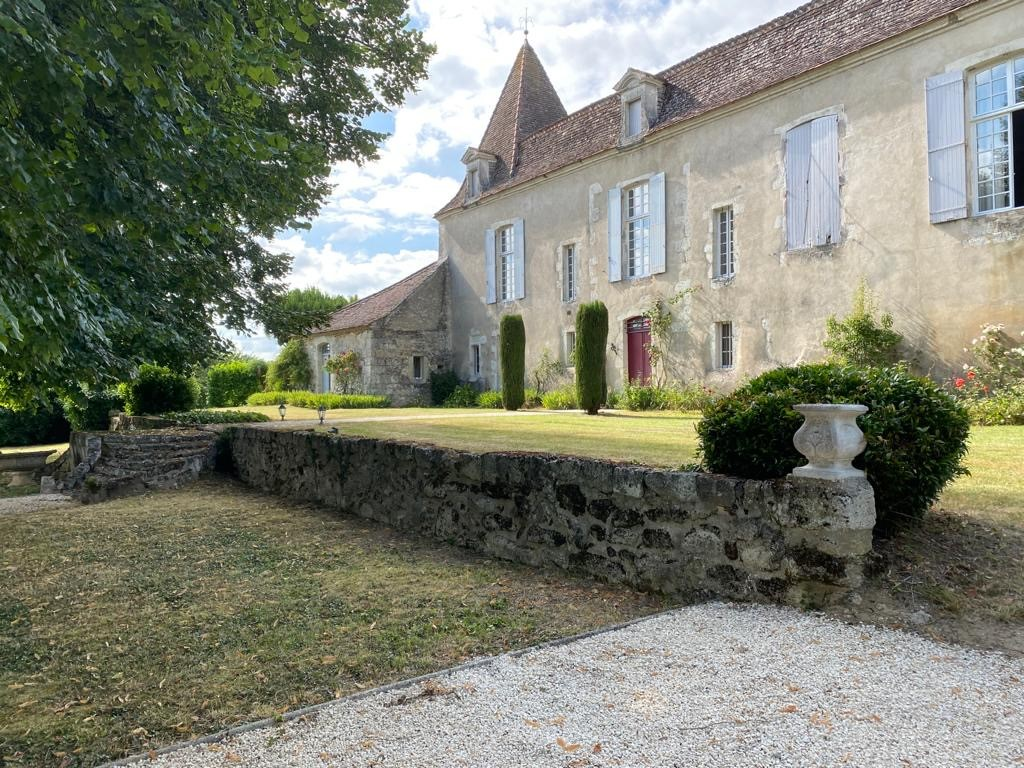
Château de Ségur.
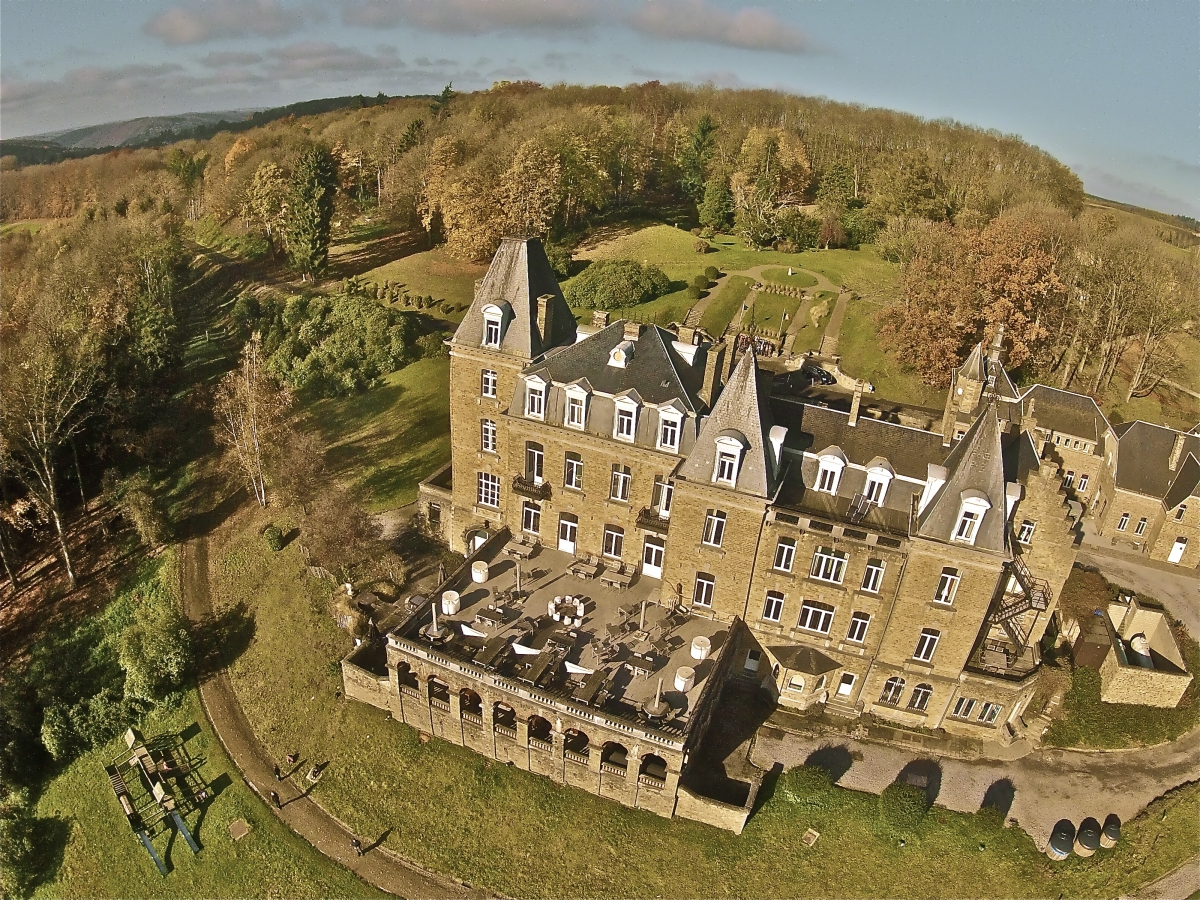
Château de la Poste.
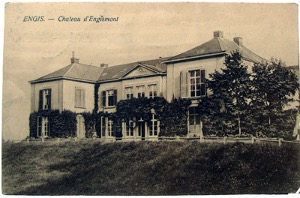
Château d'Engismont.
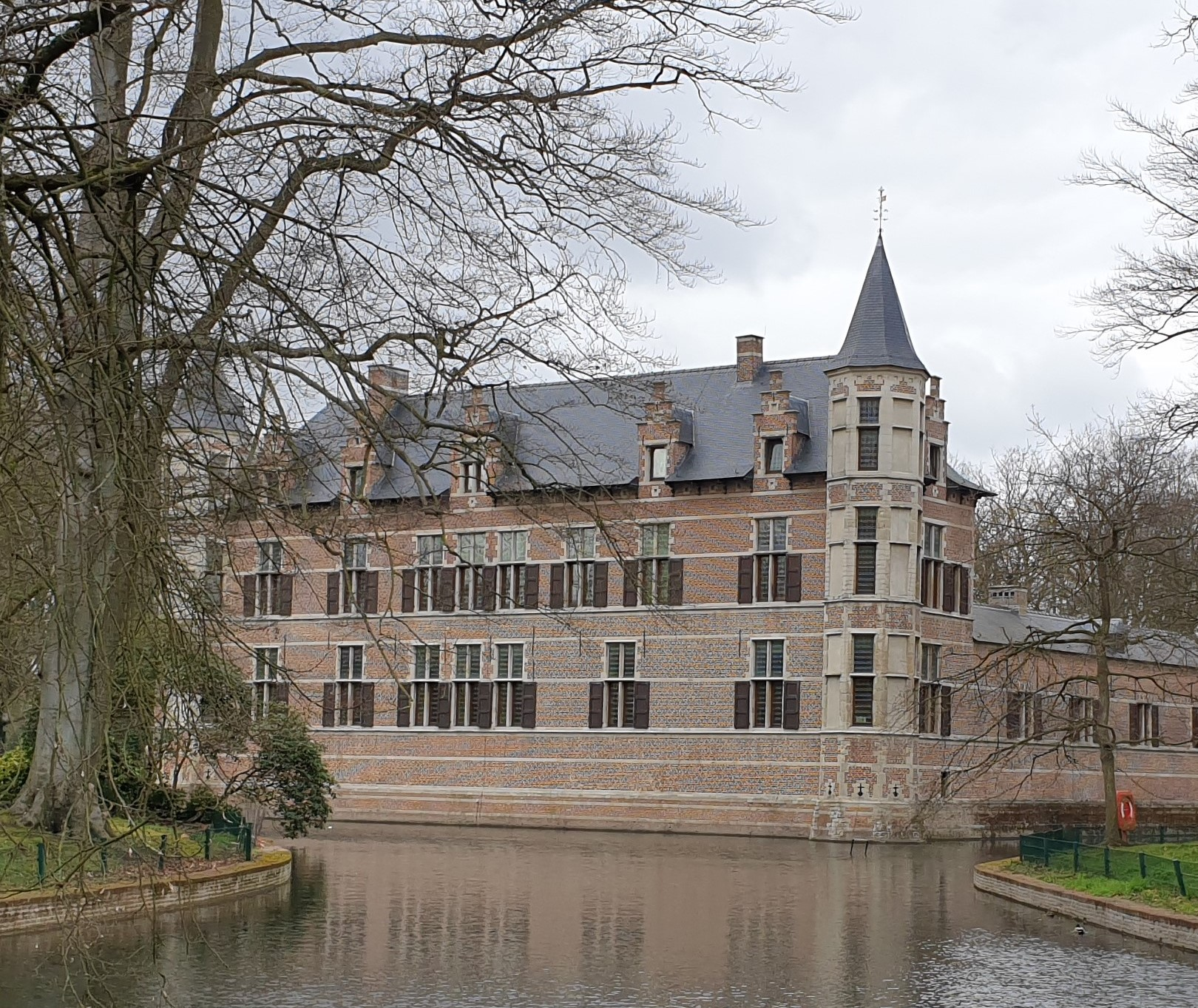
Château de Veltwijck.
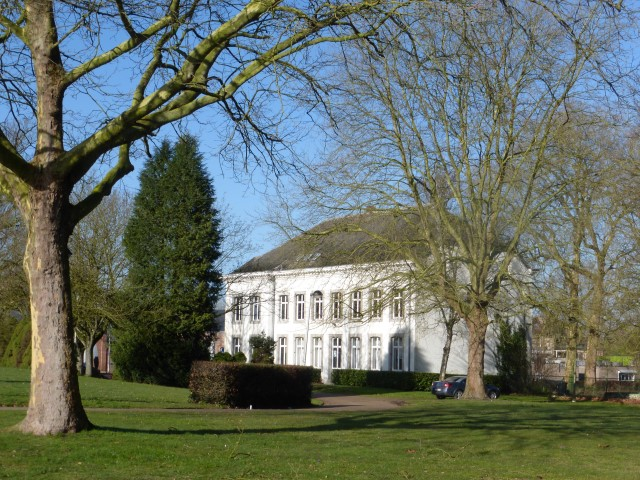
Château Edelhof à Munsterbilzen.
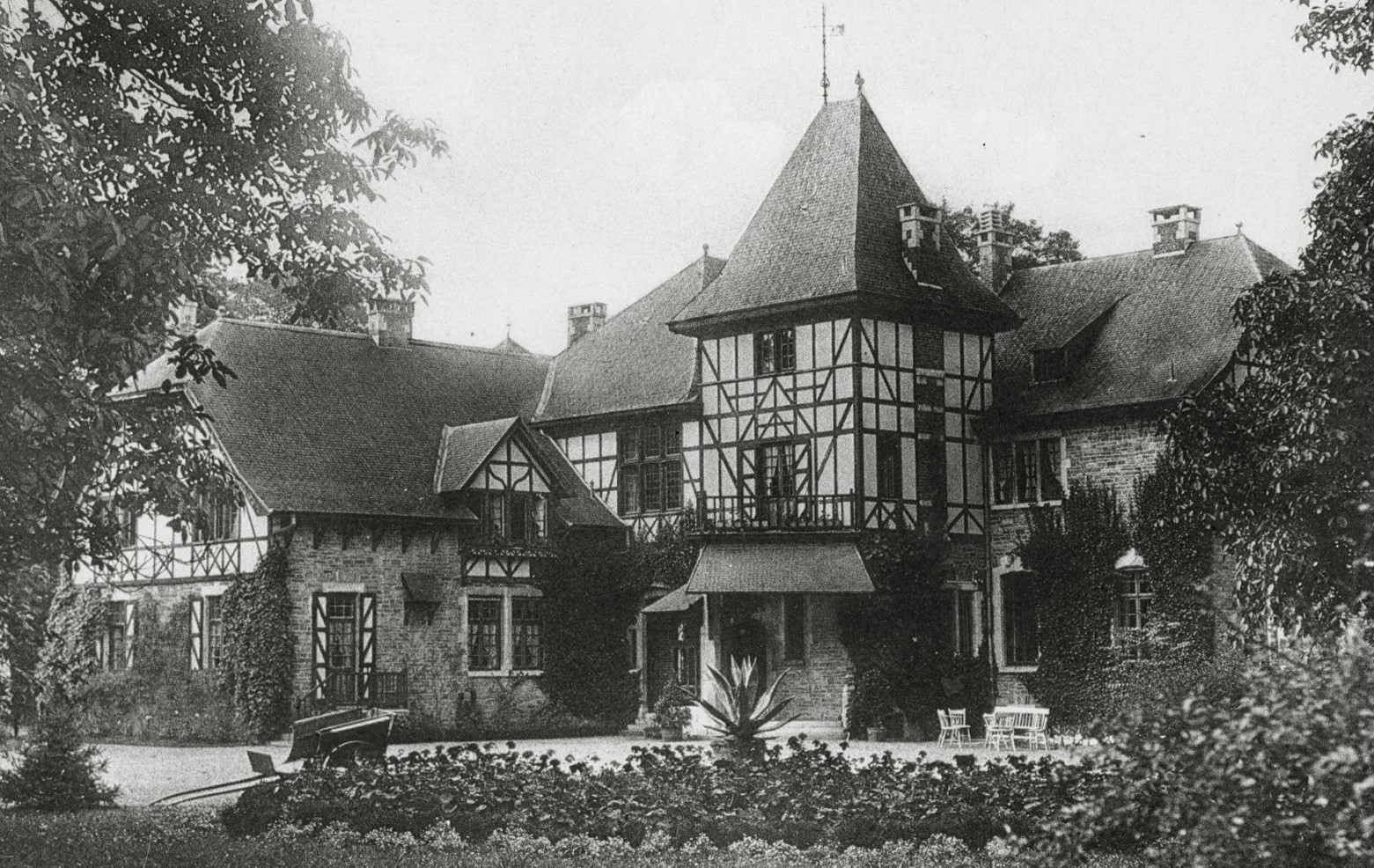
Château de Presseux.
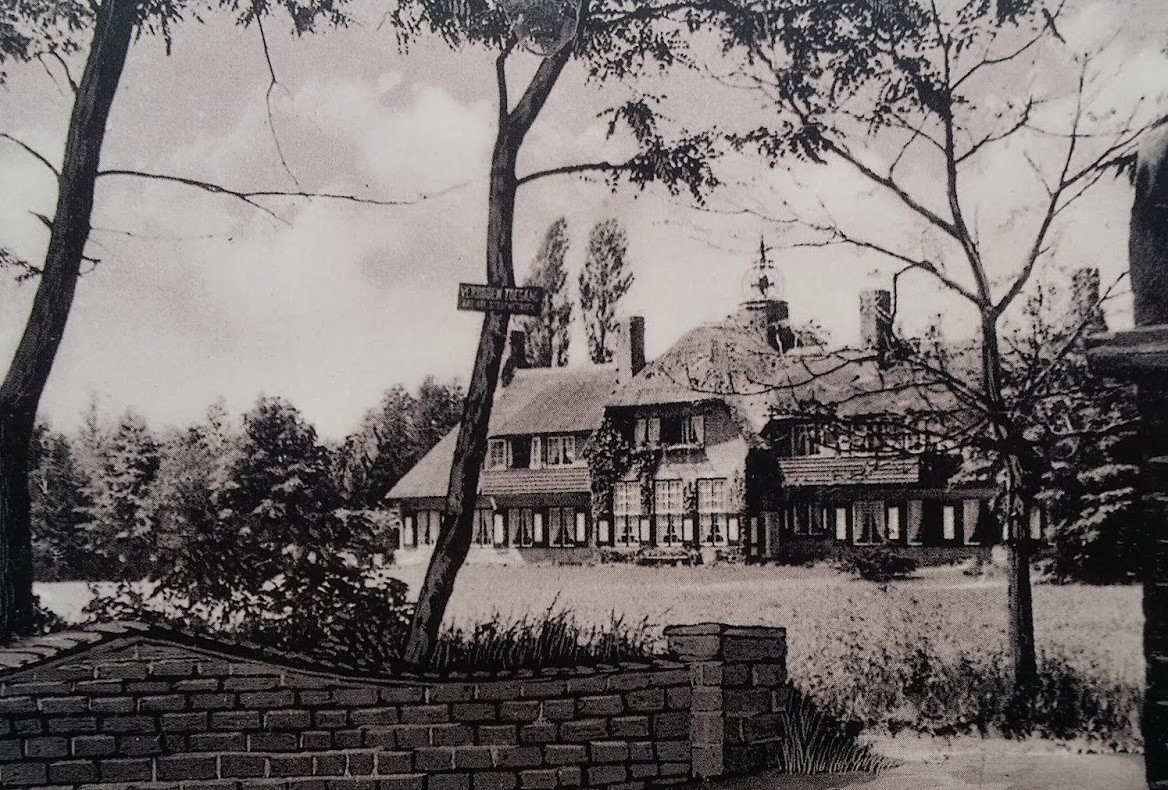
Le domaine Sint Annaland à Vught (Pays-Bas).